# Manchester Chess Club
Manchester Chess Club – angielski klub szachowy z Manchesteru, zwycięzca National Club Championships w 1963 roku.

## Historia
Klub został założony 3 września 1817 roku przez 14 entuzjastów szachów, przedstawicieli inteligencji. Pierwszą siedzibą klubu był Albion Hotel. W 1825 roku klub rozegrał mecz korespondencyjny z Liverpool Chess Club. W 1853 roku połączył się z Manchester Athenaeum Chess Club. W 1855 roku klub rozpoczął ponadstuletnią tradycję meczów z Liverpool Chess Club. Dwa lata później zorganizował Manchester Chess Meeting, będący jednym z pierwszych dużych brytyjskich turniejów. W XIX wieku członkami klubu byli m.in. Bernhard Horwitz, Charles Stanley i Joseph Blackburne. W 1876 roku Manchester Chess Club przestał istnieć, a w roku 1889 jego działalność została wznowiona. W 1890 roku spotkanie przedstawicieli 24 klubów w siedzibie Manchester Chess Club doprowadziło do utworzenia Lancashire Chess League Association (później Manchester and District Association).
W 1963 roku klub wygrał National Club Championships. W 1977 roku był zwycięzcą pierwszego sezonu Lancashire Clubs Championship.